# Regio-Tour 2008
Il Regio-Tour 2008, ventiquattresima edizione della corsa, si svolse dal 20 al 24 agosto 2008 su un percorso di 691 km ripartiti in 5 tappe, con partenza da Schliengen e arrivo a Vogtsburg im Kaiserstuhl. Fu vinto dal tedesco Björn Schröder della Team Milram davanti al suo connazionale Markus Fothen e allo spagnolo Manuel Vázquez.

## Tappe
| Tappa  | Data      | Percorso                                        | km    | Vincitore di tappa | Leader cl. generale |
| ------ | --------- | ----------------------------------------------- | ----- | ------------------ | ------------------- |
| 1ª     | 20 agosto | Schliengen > Bad Bellingen                      | 155,5 | Manuel Vázquez     | Manuel Vázquez      |
| 2ª     | 21 agosto | Lutterbach > Soultz                             | 181   | Dominic Klemme     | Manuel Vázquez      |
| 3ª     | 22 agosto | Schopfheim > Wehr                               | 174,1 | Robert Retschke    | Manuel Vázquez      |
| 4ª     | 23 agosto | Gundelfingen > Gundelfingen (cron. individuale) | 14,2  | Grischa Niermann   | Björn Schröder      |
| 5ª     | 24 agosto | Teningen > Vogtsburg im Kaiserstuhl             | 166,7 | Markus Fothen      | Björn Schröder      |
| Totale | Totale    | Totale                                          | 691   |                    |                     |

## Dettagli delle tappe

### 1ª tappa
- 20 agosto: Schliengen > Bad Bellingen – 155,5 km

| Pos. | Corridore            | Squadra                | Tempo    |
| ---- | -------------------- | ---------------------- | -------- |
| 1    | Manuel Vázquez       | Contentpolis           | 3h43'08" |
| 2    | Miguel Ángel Rubiano | Centri Della Calzatura | s.t.     |
| 3    | Björn Schröder       | Milram                 | a 5"     |

| Pos. | Corridore            | Squadra                | Tempo    |
| ---- | -------------------- | ---------------------- | -------- |
| 1    | Manuel Vázquez       | Contentpolis           | 3h42'58" |
| 2    | Miguel Ángel Rubiano | Centri Della Calzatura | a 4"     |
| 3    | Björn Schröder       | Milram                 | s.t.     |

### 2ª tappa
- 21 agosto: Lutterbach > Soultz – 181 km

| Pos. | Corridore         | Squadra    | Tempo    |
| ---- | ----------------- | ---------- | -------- |
| 1    | Dominic Klemme    | 3C         | 3h50'56" |
| 2    | Steffen Radochla  | ELK Haus   | s.t.     |
| 3    | Claudio Cucinotta | LPR Brakes | s.t.     |

| Pos. | Corridore            | Squadra                | Tempo    |
| ---- | -------------------- | ---------------------- | -------- |
| 1    | Manuel Vázquez       | Contentpolis           | 7h33'53" |
| 2    | Björn Schröder       | Milram                 | a 2"     |
| 3    | Miguel Ángel Rubiano | Centri Della Calzatura | a 5"     |

### 3ª tappa
- 22 agosto: Schopfheim > Wehr – 174,1 km

| Pos. | Corridore            | Squadra                | Tempo    |
| ---- | -------------------- | ---------------------- | -------- |
| 1    | Robert Retschke      | Mapei Heizomat         | 4h23'40" |
| 2    | Luca Paolini         | Acqua & Sap.           | s.t.     |
| 3    | Miguel Ángel Rubiano | Centri Della Calzatura | s.t.     |

| Pos. | Corridore            | Squadra                | Tempo     |
| ---- | -------------------- | ---------------------- | --------- |
| 1    | Manuel Vázquez       | Contentpolis           | 11h57'33" |
| 2    | Miguel Ángel Rubiano | Centri Della Calzatura | a 1"      |
| 3    | Björn Schröder       | Milram                 | a 2"      |

### 4ª tappa
- 23 agosto: Gundelfingen > Gundelfingen (cron. individuale) – 14,2 km

| Pos. | Corridore        | Squadra                    | Tempo  |
| ---- | ---------------- | -------------------------- | ------ |
| 1    | Grischa Niermann | Rabobank                   | 17'59" |
| 2    | Andreas Henig    | Atlas Romer's Hausbäckerei | a 2"   |
| 3    | Andrei Kunitski  | Acqua & Sap.               | a 3"   |

| Pos. | Corridore      | Squadra      | Tempo     |
| ---- | -------------- | ------------ | --------- |
| 1    | Björn Schröder | Milram       | 12h15'37" |
| 2    | Manuel Vázquez | Contentpolis | a 7"      |
| 3    | Markus Fothen  | Gerolsteiner | a 12"     |

### 5ª tappa
- 24 agosto: Teningen > Vogtsburg im Kaiserstuhl – 166,7 km

| Pos. | Corridore      | Squadra      | Tempo    |
| ---- | -------------- | ------------ | -------- |
| 1    | Markus Fothen  | Gerolsteiner | 4h06'06" |
| 2    | Luca Paolini   | Acqua & Sap. | a 2"     |
| 3    | Björn Schröder | Milram       | s.t.     |

| Pos. | Corridore      | Squadra      | Tempo     |
| ---- | -------------- | ------------ | --------- |
| 1    | Björn Schröder | Milram       | 16h21'41" |
| 2    | Markus Fothen  | Gerolsteiner | a 4"      |
| 3    | Manuel Vázquez | Contentpolis | a 11"     |

## Classifiche finali

### Classifica generale
| Pos. | Corridore       | Squadra                | Tempo     |
| ---- | --------------- | ---------------------- | --------- |
| 1    | Björn Schröder  | Team Milram            | 16h21'41" |
| 2    | Markus Fothen   | Gerolsteiner           | a 4"      |
| 3    | Manuel Vázquez  | Contentpolis-Murcia    | a 11"     |
| 4    | Andrei Kunitski | Acqua & Sapone         | a 18"     |
| 5    | Sergej Fuchs    | Team 3C-Gruppe Lamonta | a 24"     |
| 6    | Paul Martens    | Rabobank               | a 25"     |
| 7    | Pieter Weening  | Rabobank               | a 31"     |
| 8    | Dario Andriotto | Acqua & Sapone         | a 37"     |
| 9    | Walter Proch    | LPR Brakes-Ballan      | s.t.      |
| 10   | Björn Glasner   | Team Kuota-Senges      | a 42"     |